# Симон Дубильщик
Сим(е)он Дубильщик (Симон Кожевник, копт. ⲫⲏⲉⲑⲟⲩⲁⲃ ⲥⲓⲙⲱⲛ ⲡⲓⲃⲁⲕϣⲁⲣ (ⲡⲓϩⲟⲙ, Ϧⲁⲣⲣⲁⲍ), араб. سمعان الخراز‎ Sam'ān al-Kharrāz) — коптский святой, с именем которого связана легенда о перемещении горы Мукаттам в окрестностях Каира (современный район Маншият-Насир) в правление фатимидского халифа Ал-Муизза.

## Легенда о чуде с горой
Симон Дубильщик жил в Египте в конце IX века и, как многие копты-христиане, занимался кустарным промыслом. Вид деятельности, которым он занимался и который распространён в Каире до сих пор, включал также и другие производственные процессы, благодаря которым Симон известен и под другими прозвищами, относящимися к кожевенному делу — Кожевник, Сапожник.
Халиф Ал-Муизз, правивший в Каире в 972—975 годах, приглашал религиозных лидеров разных конфессий для участия в дебатах в своём присутствии. На одной из таких встреч с участием папы Авраама и еврея Якуба ибн Киллиса (в других версиях этой истории его звали Моисей) победа была присуждена Аврааму. Из мести ибн Киллис процитировал фразу Иисуса из Евангелия от Матфея (17:20) «если вы будете иметь веру с горчичное зерно и скажете горе сей: „перейди отсюда туда“, и она перейдёт; и ничего не будет невозможного для вас» и попросил, чтобы папа доказал истинность своей веры указанным образом. Услышав это, халиф спросил Авраама, так ли сказано в его Евангелии, и когда тот подтвердил это, потребовал, чтобы такое чудо было совершено папой, в противном случае Авраам и все копты будут убиты. Патриарх попросил три дня на подготовку.
Авраам собрал монахов, священников и старцев и сказал им молиться три дня. Утром третьего дня Авраам молился в Висячей церкви, когда ему явилась Дева Мария и сказала ему идти на большой рынок и найди там одноглазого человека с бурдюком воды. Именно он сможет совершить чудо. Авраам послушался и встретил в описанном ему месте Симона Дубильщика, который вырвал себе один глаз, руководствуясь предписанием из Евангелия от Матфея (5:29) «Если же правый глаз твой соблазняет тебя, вырви его и брось от себя, ибо лучше для тебя, чтобы погиб один из членов твоих, а не все тело твоё было ввержено в геенну».
Авраам приказал Симону идти за собой к горе вместе с халифом и солдатами. Там Симон сказал Аврааму три раза крикнуть «Господи, помилуй», каждый раз осеняя гору крестом. Патриарх последовал этому совету и гора поднялась. Совершив чудо, Авраам обернулся в поисках Симона, но тот исчез. Халиф признал истинность христианской веры, а с тех пор, в память этого события, Коптская православная церковь соблюдает три дополнительных дня перед началом Рождественского поста.

## В памяти
Основным источником о Симоне Дубильщике и совершённом им чуде является биография патриарха Авраама, включённая Севиром ибн аль-Мукаффа в «Историю александрийских патриархов».
В 1989—1991 годах коптские священники и археологи искали останки Симона Дубильщика. Они предполагали, что Симон был похоронен на кладбище аль-Хабаш в Старом Каире, однако 4 августа 1991 скелет Симона был найден в ходе реставрации церкви Богородицы в Вавилон эль-Дараг Коптского Каира.
Симону Дубильщику посвящены монастыри в Каире (Монастырь Святого Симеона Сапожника) и Асуане.